# 장지동 (청나라)
장지동(중국어 정체자: 張之洞, 병음: Zhāng Zhīdòng, 1837년 ~ 1909년)은 중국 청나라 말기의 정치가이다.보수적인 대외 강경론자로 독일식 군대를 편성하고, 경한 철도를 부설하였다. 그는 유교적인 전통을 살리면서 근대화 정책을 취하였으며,평향 탄광·한양 제철소·방직 공장·생사 공장 등을 창설하였다.

## 생애
1837년(도광 17년), 직례(현재의 하북성 남피)에서 출생하여 지난날 구이저우에서 잠시 유아기를 보낸 적이 있으며 1852년(함풍 2년)에 15세의 나이로 향시에 합격했다. 1863년(동치 2년), 26세에 진사(탐화)로, 다음 해 1864년에는 한림원 편수, 문역각 교리를 역임했다. 1880년(광서 6년), 서태후가 억지로 광서제를 옹립하자 관리인 오가독이 죽음으로서 충고했을 때도 서태후를 지지하는 태도를 취하며 눈에 띄게 되었다. 1881년(광서 7년)에 시독, 시강학사가 되었고, 다음 해에는 내각학사를 역임했다. 1880년대에는 산서순무, 양광총독, 호광총독으로 승진하며, 주로 우한을 거점으로 부국강병, 식산흥업에 노력했다.
1880년(광서 6년), 북쪽 일리 지방을 둘러싸고 러시아 제국과 협상을 통해 〈일리 조약〉을 맺었다. 그러나 그 조약의 내용에 일리 지방의 대폭적인 이양과 경제 권한 등 불평등 조약을 맺었다. 그 조약의 전권대사 숭후의 엄벌을 주장하는 상소를 조정에 제출했다. 청불전쟁에서 은퇴한 풍자재를 기용하였고, 청일 전쟁에서는 당경숭과 함께 대만민주국을 지원하고 대만을 침략한 일본에 대한 저항을 시도하는 등 강경한 주장이 눈에 띄었지만, 두 전쟁의 패배 후에는 대외에 유화적인 자세도 보였다.
1890년(광서 16년), 매장지가 발견된 대야철광(大冶鐵鑛)의 개발을 독일과 함께 진행했다. 1893년(광서 19년), 자강학당 (이후 무한대학)을 창립하고, 이듬해인 1894년에 자강군(이후에 원세개의 새로운 군에 편성)을 설립하고, 외국 차관을 통해 철도 부설을 추진하는 등 외국 자본과 연계한 국내 개발을 추진했다. 또한, 호북성, 호남성의 제품을 외국에 수출하여, 외화를 벌어들이는 등 경제적 뒷받침을 하고, 화폐를 다시 주조하고, 독자적인 지폐 발행으로 한구를 중심으로 한 경제권을 만들어 냈다.
변법운동과 정변 전후 광서 24년 중국을 방문한 일본 전 총리 이토 히로부미와 한구에서 회담을 가졌다. 점진주의를 중시하는 이토와 뜻이 맞았고, 일본에서 코크스를 수입해 야하타 제철소에 필요한 철광석을 일본에 수출하는 계약을 맺었다. ‘권학편’에서 일본을 근대화에 성공한 나라로 본받아야 하며, 일본에 유학을 보내 일본을 통해 서양의 학문을 취할 것을 주장했다.
1898년에 변법 운동이 일어났을 때, 그의 저작인 권학편(勸學篇)(1898년)에서 소위 ‘중체서용’(中體西用)의 입장에서 수구적 입장과 급진적 개혁을 모두 비판하였다. 무술정변으로 변법파가 쫓겨나면서 움츠러들었지만, 1900년(광서 26년), 의화단 운동 때에는 당재상 등 자립군의 반란을 진압했다. 성선회, 장젠을 통해 유곤일과 함께 동남호보(東南互保)를 맺었고, 이듬해 1901년에는 유곤일과 연명하여 ‘강초회주삼절’(江楚會奏三折)로 불리는 상소를 올려 변법의 조칙을 반포했다. (청말신정)
상소문에서 교육 개혁을 주창하여, 1904년에 정부가 〈주정학당장정〉(奏定學堂章程)으로 반포했다. 그리하여 이듬해 1905년, 과거가 폐지되고, 경사대학당(후 북경대학) 중심의 근대 교육 정비로 이어졌다.
1909년(선통 원년) 72세의 일기로 사망했다. 사후 문양(文襄)이라는 시호를 받았다.
저서로 《권학편》(勸學篇), 《광아당집》(廣雅堂集), 《장문양공전집》등이 있다.